# 何潔貞
何潔貞（英語：Ho Kit Ching，1954年11月2日—），70年代末於香港中文大學新亞書院新聞系畢業，資深記者及新聞報導員。

## 生平
前任加拿大新時代電視（多倫多）新時代電視新聞主播，與周浩輝一同主持，2009年離職。她亦是前無綫電視六點半新聞報道的主播。
2006年，在《友緣相聚》節目中，主持沈殿霞到訪多倫多，與何潔貞暢談無線時代點滴及新聞之事。 （页面存档备份，存于）
配偶為呂智明，是前無綫電視記者。現已退休。

## 相關項目
- 新時代電視
- 新時代電視新聞